# Pola (fiume)
La Pola (in russo Пола́?; anche conosciuto come Vergot' o Baklan') è un fiume della Russia europea occidentale (oblast' di Novgorod), tributario del lago Il'men'.
Ha origine dai rilievi collinari del versante nordoccidentale del rialto del Valdaj; scorre poi con direzione mediamente nordorientale, successivamente settentrionale in un'area di basse colline moreniche alternate a zone pianeggianti paludose. Giunta nel suo basso corso, prende direzione nordoccidentale scorrendo con corso grossolanamente parallelo a quello del fiume Lovat', con il quale condivide la zona deltizia nel lago Il'men'.
I maggiori affluenti della Pola sono Polomet' (150 km), Javon' (87 km) e Ščebereka (56 km), tutti provenienti dalla destra idrografica.
Il maggiore centro urbano toccato nel suo corso è il villaggio omonimo, nel basso corso del fiume. La Pola è ghiacciata, in media, da dicembre ai primi di aprile.